# Finnshyttan

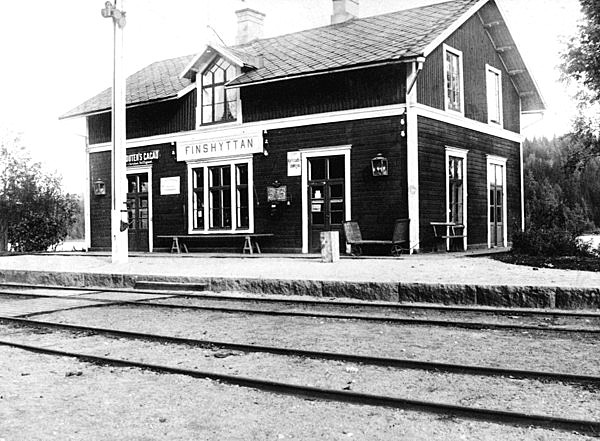
Finnshyttans järnvägsstation omkring år 1900

Finnshyttan var ett bruk i Färnebo socken i Värmlands län; där fanns en masugn, ett gjuteri och mekanisk verkstad. Bruket tillhörde AB Finnshyttan, som grundades år 1903. I Finnshyttan producerades tackjärn, turbiner, pumpar, maskiner för träsliperier och pappersbruk.
Finnshyttan var från 1876 till 1964 något av en järnvägsknut, där den smalspåriga Nordmark-Klarälvens Järnväg anslöt till en normalspårig bana som utgick härifrån till Nyhyttan på Mora-Vänerns Järnväg, sedermera Inlandsbanan. 1974 avslutades järnvägsepoken i Finnshyttan, då Nordmark-Klarälvens Järnvägar lade ner trafiken på denna bandel.